# Otto Kähler (Generalmajor)
Otto August Johannes Kähler (* 16. Juni 1830 in Neuhausen; † 8. November 1885 in Konstantinopel) war ein preußischer Generalmajor und osmanischer Generalleutnant. Im Rahmen einer Militärmission zur Reorganisation des Osmanischen Heeres diente er später als Generaladjutant bei Sultan Abdul Hamid II.

## Leben

### Herkunft
Er war der Sohn des Pfarrers Siegfried August Kähler (1800–1895) und dessen Ehefrau Minna, geborene Frey († 1857).

### Militärkarriere
Am 1. November 1848 begann Kähler seine militärische Karriere als Einjährig-Freiwilliger bei der 1. Pionierabteilung der Preußischen Armee in Königsberg. Später wechselte er zu Kavallerie und wurde am 13. April 1852 im Dienst des 1. Dragonerregiments in Tilsit zum Sekondeleutnant befördert. Zwischen 1856 und 1859 besuchte er die Allgemeinen Kriegsschule. So wurde er Regimentsadjutant und war ab 1861 im Topografischen Büro des Großen Generalstabes in Berlin tätig. Ende 1864 besetzte er einen Posten als Adjutant der 12. Division in Neisse. Im Jahr 1866 wurde er im Preußisch-Österreichischen Krieg als Rittmeister in Böhmen eingesetzt. Nach Kriegsende wurde er Eskadronchef im 2. Schlesischen Dragoner-Regiment in Oels.
Im Deutsch-Französischen Krieg diente er als Generalstabsoffizier der 2. Kavallerie-Division unter Generalleutnant Wilhelm zu Stolberg-Wernigerode. In dieser Stellung nahm er an den Kämpfen bei Beaumont, Sedan, Coulmiers, Orléans und Le Mans sowie der Belagerung von Paris teil. Für sein Verhalten mit beiden Klassen des Eisernen Kreuzes ausgezeichnet, kam Kähler nach dem Friedensschluss Ende Mai 1871 wieder in den Großen Generalstab. Vom 1. Oktober 1872 bis zum 12. Juni 1876 war er als Lehrer an der Kriegsakademie tätig und wurde anschließend zum Kommandeur des 2. Schlesischen Husaren-Regiments Nr. 6. Nach den vielen Jahren in Berlin wohnte er von nun an in Neustadt. Bis Mitte September 1881 avancierte Kähler zum Oberst. Am 29. April 1882 wurde ihm zunächst ein dreimonatiger Urlaub gewährt, um in osmanische Dienst übertreten zu können. Daher wurde Kähler am 13. Juni mit seiner bisherigen Uniform zu den Offizieren von der Armee versetzt und am 29. Juni 1882 mit dem Charakter als Generalmajor zur Disposition gestellt.
Kähler trat mit drei weiteren preußischen Offizieren als militärischer Berater in die Dienste des Sultans Abdul Hamid II. Er wurde in Konstantinopel zur Reorganisation und Modernisierung des Osmanischen Heeres eingesetzt. Seine Reformvorschläge ließen sich jedoch durch inneren Widerstand, Korruption und sprachlichen Verständigungsproblemen nicht umsetzen.
Kähler verstarb am 8. November 1885 nach kurzer Krankheit in Konstantinopel.

### Familie
Kähler hatte sich am 26. März 1860 in Insterburg mit Klara Johanna Elisabeth Bornträger (1831–1914) verheiratet. Aus der Ehe gingen die Kinder Fritz (* 1861), Minna (1863–1876), Amalie (* 1864) und Gotthelf August Wilhelm († 1870) hervor.

## Schriften
- Einhundertundfünfzig Jahre aus der Geschichte des königlich Preußischen Litthauischen Dragoner-Regiments Nr. 1 (Prinz Albrecht von Preußen) seit seiner Errichtung am 1. Mai 1717 bis zur Gegenwart. Berlin 1867.
- Erlebnisse des Regiments im Feldzuge von 1866 gegen Österreich. Berlin 1869.
- Die Reiterei in der Schlacht von Bionville und Mars-la-Tour am 16. August 1870. Berlin 1874.
- Seydlitz in seiner Bedeutung für die Reiterei von sonst und jetzt. In: Militär-Wochenblatt. Berlin 1871.
- Die preußische Reiterei von 1806 bis 1876 in ihrer inneren Entwicklung. Berlin 1879.